# Hummel
Hummel International Sport & Leisure A/S, coneguda habitualment com a Hummel (estilitzat: hummel) és una empresa de roba esportiva danesa d'origen alemany amb seu a Aarhus. L'empresa va ser fundada el 1923 per la família Messmer a Hamburg. La companyia fabrica equipacions de futbol, futbol sala, handbol, bàsquet, futbol australià i voleibol. Hummel també produeix calçat per a futbol i handbol.
La marca danesa ha fabricat equipaments per a una gran quantitat d'equips i ha estat patrocinadora de la selecció de futbol de Dinamarca i de la Federació Internacional d'Handbol el 2018. El nom Hummel és una paraula que en alemany significa borinot.

## Història
L'empresa va ser fundada en 1923 per Albert Messmer i el seu germà Michael Ludwig Messmer, amb el nom de Messmer & Co a Hamburg; aquell mateix any, els germans Messmer van presentar les primeres botes de futbol de la marca. Durant la Segona Guerra Mundial la fàbrica d'Hamburg va quedar pràcticament destruïda. Bernhard Weckenbrock es va fer càrrec de l'empresa el 1956, traslladant la seva base a Kevelaer, a Rin del Nord-Westfàlia. El primer contracte de patrocini de la marca el va signar amb el MSV Duisburg de la Segona Divisió d'Alemanya el 1968, i el 1969 es va incloure el logo del borinot a la marca. El 1975 Weckenbrock va vendre l'empresa a una societat de Dinamarca. Des de 1999, Hummel és subsidiària de Danish Thornico Group, fundat per Christian i Thor Stadil.
Essent una de les marques de roba esportiva més antigues en el sector, Hummel ha equipat clubs de futbol històrics com el Reial Madrid, Reial Betis, Tottenham Hotspur FC, Aston Villa, Southampton, Sporting de Braga o Benfica.